# Superg!rl
Chansons représentant la Grèce au Concours Eurovision de la chanson
Better Love
(2019)
Supergirl (stylisé en SUPERG!RL) est une chanson de la chanteuse helléno-néerlandaise Stefania sortie le 1er mars 2020 en téléchargement numérique. La chanson aurait dû représenter la Grèce au Concours Eurovision de la chanson 2020, à Rotterdam, aux Pays-Bas.

## À l’Eurovision
Superg!rl devait représenter la Grèce au Concours Eurovision de la chanson 2020 après une sélection interne du diffuseur grec ERT. Elle est présentée au public le 1er mars 2020.
La chanson aurait dû être interprétée au Concours, première dans l'ordre de passage de la deuxième demi-finale, le 14 mai 2020. Cependant, le 18 mars 2020, l'annulation du Concours en raison de la pandémie de Covid-19 est annoncée.